# Astra A-80
Pour les articles homonymes, voir Astra, A-80 et A-90.
L'Astra A-80 est un pistolet semi-automatique double action de la société espagnole Astra-Unceta y Cia. Il a été développé en 1982 sous licence à partir du Sig-Sauer P220. La principale différence technique avec le Sig-Sauer P220 réside dans le chargeur à double colonne offrant une capacité de 15 coups en 9 mm.
En 1985 une nouvelle version à la sécurité améliorée sort sous le nom de Astra A-90. L'arme est très sûre mais au prix d'un mécanisme et d'une manipulation très compliquée.
En 1990 ces défauts sont rattrapés avec l'Astra A-100 qui conserve néanmoins les qualités de sécurité de l'Astra A-90.

## Description
L’A-80 est un pistolet semi-automatique usuellement chambré en 9 × 19 mm Parabellum, mais est également disponible en .38 Super et .45 ACP. Dans les deux premiers cas le magasin contient quinze cartouches, contre neuf dans le troisième. Il s’agit d’une arme assez compacte, mais dont la masse de 970 g confère tout de même une certaine stabilité lors du tir. Cela permet d’assurer une précision satisfaisante, en dépit d’organes de visée assez basiques, la hausse et le guidon ne pouvant être ajustés.
Le mécanisme est inspiré de celui du Browning GP, mais en double action. Plusieurs dispositifs de sécurité empêchent une mise à feu accidentelle. En premier lieu, le percuteur est en permanence verrouillé par un piston, qui ne peut être dégagé que par une pression sur la queue de détente. Ce système empêche un tir involontaire lié à un rabattement accidentel du chien quand il est armé. En second lieu, un levier de désarmement situé du côté gauche permet de neutraliser le chien : lorsque ce levier est pressé le chien et le percuteur sont désalignés, ce qui empêche le tir même en cas d’action sur la queue de détente.
L’A-80 est partiellement ambidextre après préparation, le levier de désarmement pouvant être déplacé du côté droit.

### Caractéristiques techniques
| Modèle              | A-80                                                 | A-90                     | A-100                    |
| ------------------- | ---------------------------------------------------- | ------------------------ | ------------------------ |
| Longueur (mm)       | 180                                                  | 180                      | 180                      |
| Masse à vide (g)    | 985; 970                                             | 985; 970                 | 985; 970                 |
| Fonctionnement      | Semi-automatique double action à culasse verrouillée |                          |                          |
| Modes de tir        | semi-automatique                                     |                          |                          |
| Longueur canon (mm) | 96.5; 95                                             | 96.5; 95                 | 96.5; 95                 |
| Cartouche           | 9 mm Parabellum, .38 Super Auto, .45 ACP             | 9 mm Parabellum, .45 ACP | 9 mm Parabellum, .40 S&W |